# АЕЦ „Кашивазаки-Карива“
АЕЦ „Кашивазаки-Карива“ (яп. 柏崎刈羽原子力発電所) е атомна електрическа централа, разположена в градовете Кашивазаки и Карива в Япония. Собственост е на „Токио Илектрик Пауър Къмпани“ (ТЕПКО), едно от най-големите предприятия за производство на електрическа енергия в света. Първият реактор влиза в експлоатация през 1985 г.
АЕЦ „Кашивазаки-Карива“ е най-мощната АЕЦ в света. Основите на сградите на АЕЦ са много дълбоки и преминават през пясъчен слой, стигайки до здрава основна маса. Реакторите имат 4 подзeмни нива. Масивните подземни елементи стабилизират реакторите и ги правят по-устойчиви на вторични вибрации по време на земетресение. Както и при другите японски АЕЦ реакторите отговарят на всички изисквания за безопасност на Японската агенция за ядрена енергия (JAEC).

## Блокове
АЕЦ „Кашивазаки-Карива“ има седем реактора, построени покрай бреговата линия.
|                         | KK – 1            | KK – 2            | KK – 3           | KK – 4         | KK – 5        | KK – 6           | KK – 7           |
| ----------------------- | ----------------- | ----------------- | ---------------- | -------------- | ------------- | ---------------- | ---------------- |
| Тип реактор             | КР                | КР                | КР               | КР             | КР            | ПКР              | ПКР              |
| Нетна мощност (MW)      | 1067              | 1067              | 1067             | 1067           | 1067          | 1315             | 1315             |
| Мощност (MW)            | 1100              | 1100              | 1100             | 1100           | 1100          | 1356             | 1356             |
| Начало на строежа       | 5 юни 1980        | 18 ноември 1985   | 7 март 1989      | 5 март 1990    | 20 юни 1985   | 3 ноември 1992   | 1 юли 1993       |
| Достигане на критичност | 12 декември 1984  | 30 ноември 1989   | 19 октомври 1992 | 1 ноември 1993 | 20 юли 1989   | 18 декември 1995 | 1 ноември 1996   |
| В експлоатация от       | 18 септември 1985 | 28 септември 1990 | 11 август 1993   | 11 август 1994 | 10 април 1990 | 7 ноември 1996   | 2 юли 1997       |
| Разходи (1000 йени/kW)  | 330               | 360               | 310              | 310            | 420           | 310              | 280              |
| Доставчик               | Тошиба            | Тошиба            | Тошиба           | Хитачи         | Хитачи        | Хитачи/Тошиба/GE | Хитачи/Тошиба/GE |

## Гориво
Всички рекатори използват слабообогатен уран, но операторът ТЕПКО е планирал да използва MOX-гориво с разрешение от Японската агенция за ядрена енергия. На референдум в селището Карива през 2001 г. 53% се обявяват против употребата на новото гориво. След скандалите през 2002 плановете за използване на MOX-гориво биват замразени за неопределено време.

## Скандали и злополуки в АЕЦ „Кашивазаки-Карива“
- Реакторите са спрени през септември 2002 г. поради сигнали за умишлена подмяна на данни от оператора ТЕПКО.
- На около 15 км от АЕЦ „Кашивазаки-Карива“ се намира епицентърът на второто най-силно земетресение, ударило АЕЦ. Това се случва през юли 2007 г. От централата има изпускане на радиоактивен газ и се установява изтичане на радиоактивна вода. Централата бива спряна след земетресението за 21 месеца и бива подложена на строги технически проверки, които показват, че са необходими по-сериозни противоземетръсни мерки преди повторното ѝ пускане. След земетресението през 2007 се появяват съмнения, че в непосредствена близост до АЕЦ има новопоявил се разлом, който може да минава директно през територията на целия комплекс.